# بوب كاميرون (لاعب كرة قدم كندية)
بوب كاميرون هو لاعب كرة قدم كندية كندي، ولد في 18 يوليو 1954 في أنكستر ‏ في كندا.